# Livermore (Maine)
Livermore ist eine Town im Androscoggin County des Bundesstaates Maine in den Vereinigten Staaten. Im Jahr 2020 lebten dort 2127 Einwohner in 837 Haushalten auf einer Fläche von 102,0 km².

## Geographie
Nach dem United States Census Bureau hat Livermore eine Gesamtfläche von 102,05 km², von der 97,44 km² Land sind und 4,61 km² aus Gewässern bestehen.

### Geographische Lage
Livemore liegt im Nordwesten des Androscoggin Countys. Der Androscoggin River bildet die östliche Grenze von Livemore. Auf dem Gebiet der Town befinden sich mehrere Seen, eher nördlich gelegen der Long Pond und westlich von diesem der Round Pond und im Westen der Brettuns Pond. Die höchsten Erhebungen in Livemore sind der 341 m hohe Shakley Hill sowie der 334 m hohe Campbell Hill. Der Boden ist sehr fruchtbar.

### Nachbargemeinden
Alle Entfernungen sind als Luftlinien zwischen den offiziellen Koordinaten der Orte aus der Volkszählung 2010 angegeben.
- Norden: Jay, 8,8 km
- Osten: Livermore Falls, 7,3 km
- Süden: Turner, 6,4 km
- Südosten: Hartford, 13,8 km
- Nordosten: Canton, 10,8 km

### Stadtgliederung
In Livemore gibt mehrere Siedlungsgebiete, Zentral gelegen Central Livemore und südlich davon South Livemore. Weitere Siedlungsgebiete sind: Gibbs Mill, Livermore (Brettuns Mills, Brettun's Mills, Livermore Village), Norlands, North Livermore und  West Side.

### Klima
Die mittlere Durchschnittstemperatur in Livemore liegt zwischen −7,8 °C (18° Fahrenheit) im Januar und 20,6 °C (60° Fahrenheit) im Juli. Damit ist der Ort gegenüber dem langjährigen Mittel der USA um etwa 10 Grad kühler. Die Schneefälle zwischen Oktober und Mai liegen mit über fünfeinhalb Metern knapp doppelt so hoch wie die mittlere Schneehöhe in den USA, die tägliche Sonnenscheindauer liegt am unteren Rand des Wertespektrums der USA. Die tägliche Sonnenscheindauer liegt am unteren Rand des Wertespektrums der USA.

## Geschichte
Livemore wurde am 28. Februar 1795 gegründet. Ursprünglich wurde es als Grand an einige Soldaten für ihren Einsatz gegen Port Royal in der Mitte des 18. Jahrhunderts gegeben. Deacon Elijah Livermore und Major Thomas Fish waren die ersten Siedler im Jahr 1779. Major Fish starb in einem Schneesturm im Winter, auf dem Weg nach Hause von Winthrop, die Dame zu besuchen, mit der er verlobt war. Deacon Livermore baute die erste Mühle in der Stadt im Jahre 1782 oder 1783 in der Nähe von Long Pond. Säge-, Walk- und Schrotmühlen wurden am Abfluss dieses Sees betrieben.
In Livemore war die Familie Washburn ansässig. Viele Mitglieder dieser Familie haben die Politik dieser Jahre geprägt. Unter ihnen Reuel Washburn, Richter am Nachlassgericht für Androscoggin, Cadwallader C. Washburn,  11. Gouverneur des Bundesstaates Wisconsin, Elihu B. Washburne,  Außenminister im Kabinett von Präsident Ulysses S. Grant, Israel Washburn, Jr. Gouverneur des Bundesstaates Maine und William D. Washburn der den Bundesstaat Minnesota in beiden Kammern des Kongresses vertrat. Aber auch andere politisch sehr aktive Personen waren in Livemore ansässig wie General David Learned, Jonathan G. Hunton, später Gouverneur von Maine.
In Livemore gab es Sägewerde und eine Käsefabrik. Eine Gerberei, zwei Mühlen, eine Schrotmühle in North Livermore; und ein Sägewerk in der Nähe von Livermore Falls.

### Einwohnerentwicklung
| Volkszählungsergebnisse – Town of Livermore, Maine | Volkszählungsergebnisse – Town of Livermore, Maine | Volkszählungsergebnisse – Town of Livermore, Maine | Volkszählungsergebnisse – Town of Livermore, Maine | Volkszählungsergebnisse – Town of Livermore, Maine | Volkszählungsergebnisse – Town of Livermore, Maine | Volkszählungsergebnisse – Town of Livermore, Maine | Volkszählungsergebnisse – Town of Livermore, Maine | Volkszählungsergebnisse – Town of Livermore, Maine | Volkszählungsergebnisse – Town of Livermore, Maine | Volkszählungsergebnisse – Town of Livermore, Maine |
| Jahr                                               | 1800                                               | 1810                                               | 1820                                               | 1830                                               | 1840                                               | 1850                                               | 1860                                               | 1870                                               | 1880                                               | 1890                                               |
| -------------------------------------------------- | -------------------------------------------------- | -------------------------------------------------- | -------------------------------------------------- | -------------------------------------------------- | -------------------------------------------------- | -------------------------------------------------- | -------------------------------------------------- | -------------------------------------------------- | -------------------------------------------------- | -------------------------------------------------- |
| Einwohner                                          | 863                                                | 1560                                               | 2174                                               | 2453                                               | 2745                                               | 1764                                               | 1597                                               | 1467                                               | 1262                                               | 1151                                               |
| Jahr                                               | 1900                                               | 1910                                               | 1920                                               | 1930                                               | 1940                                               | 1950                                               | 1960                                               | 1970                                               | 1980                                               | 1990                                               |
| Einwohner                                          | 1125                                               | 1100                                               | 1064                                               | 1113                                               | 1302                                               | 1313                                               | 1363                                               | 1610                                               | 1826                                               | 1950                                               |
| Jahr                                               | 2000                                               | 2010                                               | 2020                                               | 2030                                               | 2040                                               | 2050                                               | 2060                                               | 2070                                               | 2080                                               | 2090                                               |
| Einwohner                                          | 2106                                               | 2095                                               | 2127                                               |                                                    |                                                    |                                                    |                                                    |                                                    |                                                    |                                                    |

## Kultur und Sehenswürdigkeiten

### Bauwerke
In Livermore wurden zwei Gebäude unter Denkmalschutz gestellt und ins National Register of Historic Places aufgenommen:
- Nelson Family Farm, aufgenommen 1992, Register-Nr. 92001707
- The Norlands, aufgenommen 1969, Register-Nr. 69000004

## Wirtschaft und Infrastruktur

### Verkehr
In Nordsüdliche Richtung führt die Maine State Route 4 durch Livermore. Südlich des Brettuns Ponds kreuzen die westöstlich verlaufende Maine State Route 108.

### Öffentliche Einrichtungen
In Livermore gibt es kein Krankenhaus. Die nächstgelegenen befinden sich in Canton und Dixfield.

### Bildung
Gemeinsam mit Jay und Livermore Falls gehört Livermore zum Spruce Mountain School District oder auch Regional School Unit #73. In Livermore befindet sich die Spruce Mountain Primary School mit Klassen von Kindergarten bis zum zweiten Schuljahr. Die Spruce Mountain Elementary School befindet sich ebenso wie die Spruce Mountain Middle School und die Spruce Mountain High School in Jay.
Die Livermore Public Library Association wurde am 25. Mai 1917 gegründet, doch lässt sich bis 1850 eine Bücherei nachweisen, die von der Town unterstützt und durch Ehrenamtliche betrieben wurde.

## Persönlichkeiten

### Söhne und Töchter der Stadt
- Timothy Otis Howe (1816–1883), US-amerikanischer Jurist und Politiker
- Henry Arthur Sanders (1886–1956),  Klassischer Philologe und Papyrologe
- Cadwallader C. Washburn (1818–1882), US-amerikanischer Politiker
- Elihu B. Washburne (1816–1887), US-amerikanischer Politiker
- Israel Washburn, Jr. (1813–1883), US-amerikanischer Politiker
- William D. Washburn (1831–1912), US-amerikanischer Politiker